# Беррио, Мануэла
Мануэла Беррио (исп. Manuela Berrío Zuluaga; род. 18 июня 2000, Пальмира, Валье-дель-Каука) — колумбийская тяжелоатлетка, призёр чемпионатов мира, чемпионка Америки 2019 года.

## Карьера
В 2016 году она выиграла золотую медаль в весовой категории до 44 кг среди женщин на чемпионате мира по тяжелой атлетике среди юниоров 2016 года, проходившем в Пенанге, Малайзия.
В 2019 году Мануэла стала победительницей в весовой категории до 45 кг среди женщин на Панамериканском чемпионате по тяжелой атлетике 2019 года, который проходил в Гватемала-Сити, в Гватемале. В 2021 году она выиграла бронзовую медаль в весовой категории до 49 кг среди женщин на Панамериканском чемпионате по тяжелой атлетике 2020 года, который проходил в Санто-Доминго, в Доминиканской Республики.
В декабре 2021 года приняла участие в чемпионате мира, который состоялся в Ташкенте. В весовой категории до 45 килограммов, колумбийская спортсменка по сумме двух упражнений с весом 170 кг завоевала серебряную медаль. В упражнении рывок она завоевала малую бронзовую медаль (75 кг), а в упражнении толчок малую золотую (95 кг).
На чемпионате мира 2022 года в Боготе, в Колумбии в категории до 45 кг завоевала бронзовую медаль по сумме двух упражнений с результатом 170 кг, и малые золотые медали в отдельных упражнениях.